# أبخازيون من أصل إفريقي
الأبخازيون من أصل أفريقي أو الأفرو أبخازيون، المعروفون أيضًا باسم "Абхазские негры".
هم مجموعة صغيرة من الأشخاص المنحدرين من أصل أفريقي في أبخازيا، الذين اعتادوا العيش بشكل أساسي في مستوطنة أدزيوبزها عند مصب نهر كودوري والقرى المحيطة (كلو، وبوكفيش، وأجدارا، وميركولوف) على الساحل الشرقي من البحر الأسود.

## الأصل

### الفرضيات
الأصل العرقي للأبخازيين المنحدرين أصل إفريقي - وكيف وصل الأفارقة إلى أبخازيا - لا يزال محل نزاع بين الخبراء. يتفق المؤرخون على أن توطين الأفارقة في عدد من القرى في قرية أدزيوبزها في أبخازيا (التي كانت آنذاك جزءًا من الدولة العثمانية) في القرن السابع عشر. وفقًا لإحدى الروايات، تم شراء بضع مئات من العبيد وإحضارهم من قبل أمراء Shervashidze (Chachba) للعمل في مزارع الحمضيات. كانت هذه الحالة مثالاً فريدًا، وغير ناجح تمامًا على ما يبدو، للاستيراد الجماعي للأفارقة إلى ساحل البحر الأسود.
وهناك فرضية تقول أن الأفرو أبخازيين هم من نسل الكولشيين القدماء الذين وصفهم هيرودوت بأنهم «ذوو بشرة داكنة و[لهم] شعر صوفي»؛ ومع ذلك، تفقد رواية هيرودوت المصداقية بشكل عام على أساس أن لم يُعثر على أي دليل إنساني أو جيني آخر لوجود أشخاص من أفريقيا جنوب الصحراء القديمة في القوقاز.
في عام 1927، قام الكاتب الروسي مكسيم غوركي، مع الكاتب الأبخازي سامسون شانبا، بزيارة قرية أدزيوبزها والتقيا هناك بأفارقة مسنين. ورأوا أن الرواية القائلة بأن بالأصل الإثيوبي من الأبخاز المنحدرين من أصل أفريقي صحيحة نظرًا لوجود العديد من أوجه الشبه بين اسم القرى في إثيوبيا وقرى الأفرو أبخازية مثل باجادي وغونما وداباكور.

### الأساطير
هناك عدد من الأساطير الشعبية التي تستند إلى أحداث حقيقية. وفقًا لأحدهم، وهي مذكورة في مذكرة إيفان إيزاكوف لنيكيتا خروتشوف، مفادها أن سفينة عثمانية تحطمت بالقرب من الساحل الأبخازي أثناء العاصفة، وكان بها عبيد أفارقة، والأبخاز الحاليون الذين ينحدرون من أصل أفريقي هم أحفاد من الناجين من السفينة، الذين أسسوا المستعمرة في أبخازيا. ومع ذلك، لا تشرح هذه الأسطورة كيف يمكن لمثل هذه السفينة أن تدخل مياه البحر الأسود، والتي هي بعيدة جدًا عن ممرات الشحن الرئيسية لتجارة الرقيق في ذلك الوقت.
تحكي أسطورة أخرى عن تعاملات النارتيين مع بعض «ذوي الوجوه السوداء» من القرن الأفريقي. يقال إن النارتيين الأسطوريين قد عادوا إلى القوقاز من حملة إفريقية طويلة مع المئات من المرافقين الأفارقة، الذين بقوا في أبخازيا.
هناك أسطورة ثالثة، تربط ظهور الأفرو أبخازيين ببطرس الأكبر: لقد استورد بطرس الكبير العديد من الأفارقة السود إلى روسيا، ويقال إن أولئك الذين لم يتمكنوا من التأقلم مع العاصمة الشمالية لروسيا، سانت بطرسبرغ. أُهدوا للأمراء الأبخاز. وفقًا لمرشح التاريخ إيغور بورتسيف، كان من الممكن أن يكون هناك بضع عشرات من «هدايا بيتر» للأمراء الأبخازيين.

## التاريخ والحاضر
تقول مذكرة مرسوله من إيفان إيساكوف إلى خروتشوف بشأن الأبخاز المنحدرين من أصل إفريقي، أن حاكم القوقاز إيلاريون فورونتسوف-داشكوف، الذي كان مقلدًا لبطرس الكبير، كان لديه قافلته الشخصية من الأفرو-أدزيوبزي، الذين رافقوه في تشوكا. احتفظ الأمير ألكسندر أولدنبورغ، مؤسس جاجر، في فناء منزله ببضعة ممثلين عن كل من شعوب ساحل البحر الأسود في القوقاز، بما في ذلك السود المحليون.
من المعروف أنه بحلول القرن التاسع عشر، كان الأفرو أبخاز يتحدثون اللغة الأبخازية فقط. ويقدر عددهم الإجمالي من قبل مراقبون مختلفون في نطاق «عدة عائلات» إلى «عدة قرى».
يعمل الأفرو أبخازيون في زراعة الحمضيات والعنب والذرة، ويعملون في مناجم الفحم في تكفارشيلي وشركات سوخومي، ويعملون في مصانع الحياكة، إلخ. هم مثل الشعب الأبخازي، يتحدث الأبخاز المنحدرون من أصل أفريقي اليوم باللغة الروسية. غادر الكثيرون كودور ليستقروا في أجزاء أخرى من جورجيا وفي روسيا المجاورة، بالإضافة إلى دول أخرى مجاورة.

## التواجد في أجزاء أخرى من القوقاز
كما عاش عدد صغير من الأفارقة في القرن التاسع عشر وأوائل القرن العشرين في مدينة باتومي الأجارية.
توجد في مكتبة الكونغرس، في مجموعة جورج كينان، صورة لشخص قره باغي إفرو قوقازي (1870-1886).

## في الثقافة الشعبية
أُبرز الأفرو أبخازيين وعلاقاتهم مع السكان الأصليين الأبخاز في نصوص نثرية بقلم فاضل إسكندر.